# 아우렐리오 사바타니

아우렐리오 사바타니 추기경의 문장

아우렐리오 사바타니(이탈리아어: Aurelio Sabattani, 1912년 10월 18일 - 2003년 4월 19일)는 이탈리아의 로마 가톨릭교회 추기경이다. 1982년 교황청 대심원장으로 일하다 1983년 추기경에 서임됐다. 이몰라 신학교(1922년 ~ 1925년)과 볼로냐의 베네딕토 15세 신학교에서 공부하였으며(1927년 ~ 1934년), 교의신학 석사학위를 받았다. 로마의 산 아폴리나레 교황청립 학원에서 계속 학업을 이어가다가 1935년 7월 26일 파엔차에서 사제 서품을 받았다. 사제 서품 직후부터 교황청 국무원에서 일하다가(1939년 ~ 1940년) 가족 문제로 교구로 돌아왔다. 1940년부터 1955년까지 그는 이몰라의 교구 상서국장, 신학교 교수, 교리교사 고문, 볼로냐의 의전참사회원, 교회 재판소 판사 등을 연이어 역임하였다. 그리고 1942년부터 1947년까지 잠시 교황청 국무원에서 다시 근무하던 중 1943년 9월 30일 몬시뇰에 임명됐다. 1955년 1월 31일에는 교황청 공소원의 감사관에 임명됐다.
1965년 6월 24일 교황 바오로 6세는 그를 유스티니아나 프리마의 명의 대주교 및 로레토 성직 자치구장에 임명했다. 사바타니는 그 해 7월 25일 주교 서품을 받았다. 그리고 1971년 7월 13일에는 교황청 대심원장에 임명됐다.
1983년 2월 2일 사바타니는 교황 요한 바오로 2세에 의해 산타폴리나레 알레 테르메 네로니아네알레산드리네 성당의 부제급 추기경에 지명되어 다음날 서임됐다. 교황 요한 바오로 2세는 같은 해 2월 8일 그를 성 베드로 대성전의 수석 사제로 임명했다. 1988년 7월 1일 사바타니는 교황청 대심원장직을 사임했다. 그는 1990년 11월 26일부터 추기경단의 부제급 추기경 단장을 지내다가 1993년 4월 5일 사제급 추기경에 임명됐다. 1991년 그는 성 베드로 대성전의 수석사제직을 사임했다. 그리고 1992년 연령이 80세가 되면서 콘클라베에 참여할 자격을 상실했다. 사바타니는 2003년 4월 19일 향년 90세의 나이에 바티칸 시국에서 선종했으며, 교황 요한 바오로 2세는 4월 24일 성 베드로 대성전에서 봉헌된 장례 미사에서 그를 그리스도와 교회를 위해 봉사하는데 평생을 바친 사제라고 추모했다. 사바타니의 무덤은 가족 묘가 있는 리올로테르메에 조성됐다.